# Мејпл Рапидс (Мичиген)
Мејпл Рапидс (енгл. Maple Rapids) град је у америчкој савезној држави Мичиген.

## Демографија
По попису из 2010. године број становника је 672, што је 29 (4,5%) становника више него 2000. године.
| Група             | 2000.       | 2010.       |
| Белци             | 635 (98,8%) | 645 (96,0%) |
| Афроамериканци    | 0 (0,0%)    | 1 (0,1%)    |
| Азијати           | 0 (0,0%)    | 4 (0,6%)    |
| Хиспаноамериканци | 3 (0,5%)    | 10 (1,5%)   |
| Укупно            | 643         | 672         |